# سرامیک مدرن
در طی ۵۰ سال قبل دانشمندان و مهندسان اطلاعات بیشتری از مواد سرامیکی و فرایندهای مربوط به آن‌ها به دست آورده‌اند و دریافته‌اند که با خالص‌سازی مینرال‌های طبیعی موجود می‌توان به ترکیباتی جدید با خواص بی‌نظیر رسید. این مواد خالص شده با سرامیک‌های جدید، بنام سرامیک‌های مدرن نامیده می‌شوند. آن‌ها معمولاً دارای ترکیب و ساختار کاملاً کنترل شده می‌باشند و برای رفع نیازهای کاربردی که از عهده سرامیک‌های سنتی خارج است، طراحی می‌شوند.
سرامیک‌های مدرن شامل سرامیک‌های اکسیدی (نظیر Al2O3، ZrO2، ThO2، BeO و MgAl2O4)، سرامیک‌های مغناطیسی (نظیر PbFe12O19، ZnFe2O4 و Y6Fe10O24)، سرامیک‌های فروالکتریک (نظیر BaTiO3)، سوخت‌های هسته‌ای (مانند UN و UO2) و نیتریدها، کاربیدها و بورایدها (نظیر Si3N4، SiC , B4C و TiB2) می‌باشد. جدول بسیاری از کاربردهای سرامیک مدرن را خلاصه کرده‌است. تأکید این کتاب بر سرامیک‌های مدرن خواهد بود که بیشتر مورد توجه و علاقه مهندسان می‌باشد. در قسمت‌های بعدی چگونگی خالص‌سازی و سنتز پودرهای اولیه سرامیک مدرن توضیح داده می‌شود.

## سرامیک‌های پیشرفته
سرامیک‌های پیشرفته شامل کاربیدها، بریدها، نیترایدها و اکسیدها هستند. این سرامیک‌ها اغلب به دلیل مقاومت سایشی و مقاومت به خوردگی بالایی که در دماهای بالا دارند، در ساخت قطعاتی از موتورهای جت و توربین‌ها به کار می‌روند. گروهی از سرامیک‌های پیشرفته به دلیل داشتن خواص فیزیکی ممتاز (مغناطیسی، الکترونیکی و اپتیکی) در ساخت قطعات الکتریکی و الکترونیکی، عایق‌های الکتریکی با ولتاژ بالا و پایین، خازن‌ها، مبدل‌های سیگنال‌های الکتریکی و برعکس در تجهیزات آلتراسونیک و به عنوان سرامیک‌های مغناطیسی در کامپیوترهای بزرگ دیجیتالی برای ذخیره‌سازی داده‌ها، همچنین با داشتن مقاومت خوردگی بالا در دماهای بالا به عنوان کاتالیزوهای واکنش‌های شیمیایی، قابلیت به‌کارگیری به عنوان سنسور برای ردیابی گازهای خطرناک و به دلیل سازگاری با بدن انسان به عنوان تجهیزات و اجزایی از بدن انسان به کار می‌روند. سرامیک‌های پیشرفته همچنین در سیستم‌های قطع و وصل الکترونیکی، سیستم‌های نوری فلورسنتی با فرکانس بالا، فیلترهای تداخل مخابراتی و کاربردهای مختلف دیگر اهمیت خاصی دارند.

## پودر اکسید آلومنیوم
اکسید آلومینیوم (Al2O3) به‌طور طبیعی به صورت مینرال کوراندوم وجود دارد که بسیاری از ما آن را به عنوان کریستال‌های گران بهاء (یاقوت سرخ و یاقوت کبود) بهتر می‌شناسیم. یاقوت کبود و یاقوت سرخ به دلیل خنثایی شیمیایی و سختی از جمله جواهرات (سنگ‌های گران بهاء) می‌باشند. پودر Al2O3 در مقیاس زیاد از مینرال بوکسیت توسط فرایند بایر تولید می‌گردد. بوکسیت در ابتدا به صورت هیدروکسید آلومینیوم کلوئیدی می‌باشد که با سایر ناخالصی‌ها و هیدورکسید آهن به خوبی مخلوط شده‌است. فرایند بایر شامل کانی شویی انتخابی آلومینا توسط سود سوزآور و رسوب هیدروکسید آلومینیوم خالص شده می‌باشد. نتیجه این فرایند، هیدروکسید آلومینیوم با اندازه ذرات ریز می‌باشد که می‌تواند در اثر حرارت به پودر Al2O3 تبدیل گردد که برای ساخت سرامیک‌های بر پایه پلی‌کریستال‌های Al2O3، به کار برده شود.
پودر Al2O3 برای ساخت پرسلان، ظروف آزمایشگاهی آلومینایی، بوته‌ها و قالب‌های ریخته‌گری فلزات، سیمان‌های دما بالا، قطعات مقاوم به سایش (غلاف‌ها، کاشی‌ها، درزگیرها و غیره) نازل‌های سندبلاست، زره، اجزاء پزشکی، ساینده‌ها، نسوزها و بسیاری از ترکیبات مختلف دیگر استفاده می‌شود. سالانه، صدها تن پودر آلومینا و ماده پایه آلومینایی تولید می‌شود. حتی از آن برای ساخت قالب‌های خروجی برای رنده کردن و چیپس کردن غلات و شیرهای مخلوط آب نیز استفاده می‌گردد.

## پودر اکسید منیزیم
اکسید منیزیم به‌طور طبیعی در مینرال پریکلاس ایجاد می‌شود، اما از لحاظ مقدار یا خلوص، نیازهای تجاری را بر طرف نمی‌کند. اغلب پودر MgO از MgCO3 یا از آب دریا تولید می‌گردد. آن به صورت هیدروکسید از آب دریا استخراج می‌شد و به آسانی توسط حرارت دهی در دمای مناسب به اکسید تبدیل می‌شود.
پودر MgO به‌طور گسترده‌ای برای عایق‌های الکتریکی دما بالا و آجرهای نسوز استفاده می‌شود.

## پودر کاریید سیلیسیم
SiC به میزان بسیار کمی، فقط به صورت صفحات شش وجهی (هگنراگوتال) خام در سنگ آهن پیدا می‌شود. این مشابه پلی مورف هگزاگونال (∝-SiC) است که به صورت تجاری در مقادیر زیاد توسط فرایند آچسون تولید می‌گردد. این فرایند جالب، غیردقیق به نظر می‌رسد، اما مقرون به صرفه بوده و به‌طور هم‌زمان SiC با خلوص پایین‌تر برای ساینده‌ها و SiC با خلوص بالاتر برای کاربردهای الکتریکی را تولید می‌کند. فرایند آچسون اساساً شامل ترکیب ماسه SiO2 با کُک در یک محفظه می‌باشد. سپس جریان الکتریکی مابین الکترودها برقرار می‌شود و بر اثر ایجاد حرارت به طرق مقاومتیف کک به دمای حدود °C2200 می‌رسد. در این محدوده دماییف کک با SiO2 واکنش کرده و SiC به همراه گاز CO تولید می‌گردد. حرارت دهی تا کامل شدن واکنش‌ها در داخل ادامه می‌یابد. بعد از سرد شدن، محفظه شکسته شده و محصول تفکیک می‌گردد. مغز شامل کریستال‌های هگزاگوتال SiC سبز رنگ است که دارای ناخالصی کمی می‌باشد و برای کاربردهای الکتریکی مناسب می‌باشد. اطراف مغز، ناحیه‌ای با خلوص پایین‌تر وجود دارد که برای ساینده‌ها استفاده می‌شود. لایه خارجی محفظه، ترکیبی است از SiC و SiO2 واکنش نکرده و کربن که به ماسه سیلیسی و کُک در بچ بعدی افزوده می‌شود.
SiC را می‌توان از منابع دیگر سیلیسیم و کربن نیز آماده کرد. برای مثال این ماده در آزمایشگاه از مخلوط پودر فلزی سیلیسیم و شکر نیز به دست آمده‌است. همچنین آن از پوسته برنج نیز تهیه شده‌است. تترا کلراید سیلیسیم (SiCl4) و برخی سیلان‌ها نیز منابع دیگری برای تولید SiC می‌باشند. در این حالت، پلی مورف مکعبی β-SiC معمولاً تشکیل می‌شود.
SiC برای تجهیزات کوره در دمای بالا، المنتهای حرارتی مقاومت الکتریکی، چرخ‌های سنگ زنی و ساینده، کاربردهای مقاوم به سایش، آسترهای کوره‌های زباله سوز استفاده می‌شود و اخیراً برای اجزاء تحت تنش بالا در موتورهای حرارتی نیز مورد ارزیابی قرار گرفته‌است.

## پودر نیترید سیلیسیم
نیترید سیلیسیم به‌طور طبیعی وجود ندارد و توسط چندین فرایند مختلف سنتز می‌گردد. از پودرهای موجود تجاری که شامل مخلوطی از پلی مورف‌های 𝛼-Si3N4 و 𝛽-Si3N4 می‌باشند، توسط واکنش پودر فلزی سیلیسیم با نیتروژن در محدوده دمایی °C1250 تا °C1400 سنتز می‌گردند. پودر Si3N4 وقتی که از کوره خارج می‌شود، پودر قابل استفاده نیست. این پودر دارای پیوند ضعیف است و باید در ابتدا خرد و دانه بندی شد. پودر حاصل خلوص بالایی ندارد و دارای ناخالصی‌هایی نظیر Fe, Ca و Al می‌باشد که ابتدائاً در سیلیسیم وجود دارند، همچنین ناخالصی‌های اضافی در حین خرد شدن و آسیاب شدن نیز وارد می‌شوند.
پودر Si3N4 با خلوص بالاتر، توسط احیاء SiO2 با کربن در محیط مناسب نیتروژن و واکنش SiCl4 یا سیلان‌ها با آمونیاک تهیه می‌گردد. در هر دو روش پودر تولید شده بسیار ریز می‌باشد، به‌طوری‌که نیازی به آسیاب برای مصرف ندارد. در حقیقت برخی از این پودرها به اندازه‌ای ریز هستند که به منظور مناسب شدن برای عملیات شکل دهی، لازم است توسط عملیات حرارتی (کلسیناسیون) درشت تر شوند.
پودر Si3N4 با خلوص بالا در مقادیر کم، توسط واکنش لیزری تهیه می‌شود. مخلوط سیلان (Si3N4) و آمونیاک به صورت گاز در معرض نور پیوسته ساطع شده از لیزر CO2 قرار می‌گیرد. سیلان دارای جذب بالایی برای طول موج‌های مورد بحث است، در نتیجه گرمای لازم برای واکنش را ایجاد می‌کند. Si3N4 حاصل دارای ذرات کروی با ابعاد یکنواخت برای شرایط معین جریان گاز و قدرت لیزر می‌باشد. به‌طور نمونه ذراتی در محدوده ۲۰ تا ۱۰۰ نانومتر را می‌توان تولید نمود.

### کاربید بُر (B4C)
دارای سختی بالایی بوده و از لحاظ وزن بسیار سبک است. علاوه بر کاربرد به عنوان پوشش هسته‌ای در رآکتورهای اتمی با مقاومت سایشی بالایی که دارد برای ضد گلوله کردن زره پوش‌ها به کار می‌رود. اما استحکام آن در دماهای بالا چندان زیاد نیست.

### زیرکونیا (ZrO2)
زیرکونیای خالص ماده‌ای چند شکلی است. در دمای °C1170 از ساختار تتراگونال به منوکلنیک همراه با افزایش حجم که دلیلی برای ترک برداری است، تبدیل می‌شود. با افزودن ترکیباتی مانند CaO, MgO و Y2O3 ساختار مکعبی آن در دمای معمولی محیط پایدار می‌شود، ZrO2 همراه با MgO 9% و عملیات حرارتی خاص پایدار شده و دارای تافنس شکست بالایی است که دامنه کاربرد آن را وسیع تر ساخته است. برای جلوگیری از رشد زیاد دانه‌ها موادی مانند Cr2O3، TiO2، NiO و MnO به آن اضافه می‌شود.

### آلومینا (Al2O3)
یکی از سرامیک‌های سخت است؛ بنابراین تغییر شکل آن بسیار مشکل است. برای کاهش تخلخل و افزایش چگالی LiF به آن اضافه می‌کنند. آلومینا با مقاومت بالایی که در دماهای بالا دارد به عنوان ظرف ذوب فلز، ماده عایق در شمع‌های اتومبیل، ماده ترمیم دندان در دندانپزشکی، ماده پرکننده استخوان و ترمیم استخوان‌ها در اورتوپدی و همچنین برای کاربردهای الکتریکی با کیفیت بالا در جایی که اتلاف دی الکتریک پایین و مقاومت بالا مورد نیاز است، به کار می‌رود.

### تیتانیم براید (TiB2)
به عنوان رسانای خوب الکتریسته و حرارت به کار می‌رود. علاوه بر آن تانفس خوبی داشته و در ساخت زره‌های نظامی کاربرد دارد.

### اکسید اورانیوم (UO2)
به‌طور وسیعی به عنوان سوخت رآکتورهای هسته‌ای به کار می‌رود.

## زره
زره سرامیکی، در طی جنگ ویتنام برای استفاده در زره هلی کوپتر و زره شخصی توسعه یافت. نیازمندی‌های مربوطه عبارت بودند از وزن سبک و قابلیت برای مقابله و عدم نفوذ گلوله‌های سلاح‌های سبک (گلوله‌های دارای یک هسته از جنس کاربید تنگستن بودند). سرامیکی که به صورت موفقیت آمیزی برای این کاربرد توسعه یافت، کاربید بُر (B4C) بود.
زره از یک سیستم کامپوزیتی تشکیل می‌یافت. B4C متلاشی می‌گردید. انرژی این ضربه توسط شکست موضعی B4C جذب می‌شود. سپس ممنتم (اندازه حرکت) ترکش‌ها، توسط فایبرگلاس جذب می‌گردد (خیلی شبیه به یک دستکش بیس بال که تغییر شکل داده و ممنتم یک توپ بیس بال را جذب می‌کند). حفاظ پارچه‌ای از اینکه تکه‌ها و ذرات مجدداً کمانه نمایند و سبب آسیب ثانویه‌ای گردند، جلوگیری می‌نماید.
یک صفحه B4C با حدود cm64/0 ضخامت با صفحه پشتی مشابه از جنس فایبرگلاس می‌تواند از نفوذ کالیبر ۳۰ به داخل زره مورد نیاز خواهد بود.
B4C پرسکاری گرم شده دارای سختی حدود kg/mm23500 و دارای دانسیته کم gr/cm35/2-4/2 است. دانسیته پایین و نیاز به ضخامت متوسط سبب می‌شود که زره B4C برای کاربرد به عنوان زره سربازان و زره هلی کوپتر مناسب باشد. سرامیک‌های دیگری نظیر Al2O3 یا AlN نیز به عنوان زره مورد استفاده قرار گرفته‌اند، ولی آن‌ها خیلی سبک بوده و قابلیت حفاظت یکسانی (مثل B4C) را فراهم نمی‌آورند. با این وجود، آن‌ها دارای پتانسیل استفاده به خاطر هزینه پایین‌تر هستند. کامپوزیت Al-Al2O3 (LanxideTM) نیز به عنوان زره استفاده شده‌است.

## حفاظ حرارتی سفینه‌های وارد شونده به جو
زمانی که یک سفینه فضایی به جو زمین وارد می‌گردد، دماهای سطحی به حدود °C1650 می‌رسد، که می‌تواند در سطح ناشی از اصطکاک ایجاد شود. دو شیوه طراحی برای حفاظت سطوح وارد شونده به جو مورد استفاده قرار گرفته‌است. یک شیوه استفاده از مواد کاهنده دماست که گرما را پراکنده نموده ولی به آهستگی مصرف شده و باید بعد از مأموریت جایگزین شوند. دومین راه، استفاده از موادی است که در مقابل دماهای ایجاد شده ناشی از ورود به جو، ایستادگی می‌نمایند. این راه دوم برای حفاظت شاتل فضایی Orbiter انتخاب گردیده است.
شکل نقشه دمایی تقریبی را که سفینه Orbiter در طی صعود و ورود مجدد به جو زمین باید تحمل نماید و برای ۱۰۰ مأموریت قابل استفاده باشد را نشان می‌دهد. بالاترین دما در محدوده °C1650-1425 و بر روی دماغه و لبه هدایت‌کننده بال‌ها ایجاد می‌شود. کامپوزیت کربن تقویت شده با کربن با پوشش پایه SiC بر روی سطح برای جلوگیری از اکسیداسیون توسط شرکت Vought Corporation برای این مناطق توسعه یافته‌اند. درپوش دماغه از این ماده حدود m4/1 قطر دارد. هر نوک بال دارای پاتل‌ها (صفحات) اضافی از کامپوزیت کربن- کربن با مساحت m236 است. ماده کربن- کربن توسط تیوب‌های (لوله‌های) عایق که در پشت آن آمده‌است، دما را در مجاورت با فلز به °C177 می‌رساند.
برای سطوحی که در معرض دماهای زیر °C1260 قرار می‌گیرند، یک ماده سیلیس ذوبی متخلخل و سبک توسط کمپانی‌های Lockheed Missiles و Space Co توسعه یافته‌اند. این ترکیب مقاومت دمایی مورد نیاز را فراهم آورد و ساختار متخلخل، وزن سبک (~9lb/ft3) و هدایت حرارتی پایین، و تلفیقی از هر دو خاصیت ایجاد می‌کند که مقاومت به شوک حرارتی و تلرانس کرنشی را فراهم می‌آورد. پوششی بر روی آن اعمال می‌شود تا از جذب رطوبت جلوگیری نموده و مقاومت به فرسایش را ایجاد نماید. این پوشش از حدود SiO293%، B2O35% و ۲٪ سیلیساید بُر تشکیل یافته‌است.

## رادوم‌ها
یک رادوم در اصل پوشش و پنجره محافظ برای هدایت الکترونی و تجهیزات آشکارکننده بر روی موشک‌ها، هواپیماها و فضاپیماها می‌باشد. رادوم باید به تابش امواج الکترومغناطیسی مورد استفاده توسط تجهیزات شفاف باشد. MgO, Al2O3 و SiO2 ذوبی به امواج فوق بنفش و بخشی از امواج مادون قرمز و رادار شفاف می‌باشند. MgF2، ZnS, Znse, CdTe به امواج مادون قرمز و رادار شفاف هستند.
همچنین یک رادوم باید به ضربه با سرعت بالا توسط باران و دیگر ذرات موجود اتمسفری، مقاوم باشد. برای بعضی از کاربردها، رادوم باید همچنین به دما و شوک حرارتی مقاوم باشد.

## استاتور توربین گازی
استاتور یک موتور توربین گازی است و به عنوان یک قطعه به شکل لوله هوا غیر متحرک می‌باشد که جرین گاز گرم را از محفظه احتراق در یک زاویه بهینه به روتور برای حصوص حداکثر راندمان آئرو دینامیکی هدایت می‌نماید؛ بنابراین استاتور تک مرحله‌ای در معرض دمای حداکثر محفظه احتراق (شامل اصابت‌های گرم) قرار گرفته و باید دارای پایداری دمایی بالا باشد. استاتور همچنین در معرض گرادیان‌های (شیبهای) دمایی شدیدی به صورت محیطی، شعاعی و محوری قرار می‌گیرد و باید دارای مقاومت به شوک حرارتی فوق‌العاده بالایی باشد. سرانجام، ماده استاتور باید در گازهای اکسیدکننده، خورنده، با سرعت بالا و با دمای بالا پایدار باشد.
بسیاری از مواد سرامیکی برای استاتورهای توربین گازی مورد ارزیابی قرار گرفته‌اند ولی بیشتر آن‌ها ناشی از عدم کافی بودن مقاومت به شوک حرارتی، کنار گذاشته شده‌اند. امیدبخش‌ترین مواد اشکال متفاوتی از Si3N4 و SiC بوده‌است. این مواد دارای تلفیقی از استحکام بالا، انبساط حرارتی متوسط تا پایین، هدایت حرارتی نسببتا بالا و مقاومت به خوردگی و اکسیداسیون خوب می‌باشند. آزمایش موفقی بر روی توسعه موتورها انجام پذیرفته‌است ولی توسعه بیشتری قبل از اینکه طول و دوام آن‌ها در کاربردهای تجاری روشن شود، مورد نیاز است.

## محافظ سیم ترموکوپل
سرامیک‌ها، جهت جداسازی سیم‌های ترموکوپل از اتمسفر اطراف و محافظت کردن آن‌ها از تماس مستقیم با محیط دما بالا استفاده می‌گردند. لوله‌های اکسترودی زینتر شده از جنس Al2O3، MgO و سایر ترکیبات اغلب به کار می‌روند. این لوله‌ها جامد بوده و فقط به سوراخ‌هایی برای سیم‌ها در سیستم ترموکوپل نیاز دارند. در ابتدا نوک ترموکوپل شکل داده و لحیم شده و سپس انتهای دیگر سیم‌ها از میان لوله سرامیکی گذرانده می‌گردد.
ترموکوپل‌های حفاظت شده داخلی و سایر انواع نیز به صورت گسترده‌ای، مورد استفاده قرار می‌گیرند. این موارد توسط کشش سیم و سوئیچینگ ساخته می‌شوند. در این حالت سازنده ترموکوپل با سیم با اندازه بزرگ به صورت پیش فرم داده شده از پودر MgO که به صورت شلی اتصال یافته‌است که دارای تعداد مورد نیاز از سوراخ‌ها است و یک لوله فلزی بلند اندازه بزرگ از ماده محافظ (غلاف) آغاز می‌کند. پیش فرم‌های MgO بر روی سیم‌ها روکش شده و در داخل لوله غلاف جای داده می‌شوند. سپس این مجموعه حرارت داده شده و از میان یک ابزار کشش یا Swaging عبور داده می‌شود که قطر مجموعه را حدود ۱۵٪ کاهش می‌دهد. سیم و غلاف ازدیاد طول به صورت داکتیل (نرم) پیدا نموده و پیش فرم MgO اتصال یافته به صورت ضعیف، فشرده می‌گردد. عمل کشش تکرار می‌گردد تا اینکه قطر مورد نظر حاصل گردد.

## مغناطیس دائمی
مواد سرامیکی با خواص مغناطیسی در بسیاری از کاربردها مهم می‌باشند. فریت‌های هگزاگونال (خصوصاً هگزافریتهای باریم، استرانسیم و سرب) غالباً برای مغناطیس‌های دائمی به خاطر مغناطیسی شدن بالا، اندازه کوچک و قیمت پایین آنها، مورد استفاده قرار می‌گیرند.
هر کاربرد نیازمند خواص مغناطیسی متفاوتی است و یک ترکیب شیمیایی و ساختار کریستالی که دارای خواص بهینه است باید انتخاب گردد یا توسعه داده شود. برای مثال فریت‌های اسپینلی منیزیم- روی و نیکل- روی دارای نفوذپذیری (پرمابیلیته) بالا و اتلاف پایین هستند و برای کاربردهای ترانسفورماتور و هسته القایی کاملاً مناسب می‌باشند. بعضی از فریت‌های اسپینلی و گارنتی دارای منحنی هیسترزیس به صورت حلقه مربعی شکل هستند و برای وسایل سوئیچنیگ مناسب می‌باشند.